# Shade (rapper)
Shade, pseudonimo di Vito Ventura (Torino, 10 dicembre 1987), è un rapper e doppiatore italiano.

## Biografia
Nato nel 1987 a Torino da padre tarantino e madre foggiana, a sedici anni si fa conoscere nella scena hip hop italiana partecipando a diverse competizioni e vincendo per due volte la selezione piemontese del Tecniche Perfette, arrivando inoltre al death match di 2theBeat nel 2005.
Nel 2011 si aggiudica la prima tappa dello Zelig Urban Talent, comparendo in seguito a Zelig LAB cabaret. Due anni più tardi partecipa e vince al programma televisivo MTV Spit condotto da Marracash, aggiudicandosi il titolo in finale contro Nitro. Nello stesso anno ha inoltre prestato la voce a un personaggio di South Park.
Nel 2015, sotto contratto con l'etichetta discografica Warner Music Italy, pubblica il primo album in studio Mirabilansia scegliendo di rendere quest'ultimo fin da subito disponibile per il download gratuito. Nel 2016 è stata la volta del secondo album Clownstrofobia dove si alternano brani che caratterizzano il suo personaggio a brani più profondi ed introversi, come Patch Adams, che più volte ha definito uno dei suoi brani più importanti. Nello stesso anno ha preso parte al film Zeta - Una storia hip-hop, interpretando se stesso.
Nell'estate 2017 partecipa al Summer Festival con il brano Bene ma non benissimo, che raggiunge il notevole traguardo di 22 milioni di visualizzazioni in pochi mesi su YouTube, oltre a raggiungere la finale; nell'ottobre dello stesso anno il brano viene certificato disco di platino dalla FIMI e doppio disco di platino nel gennaio 2018. Durante una diretta presso l'emittente radiofonica Radio 105, dedica una versione modificata di Bene ma non benissimo al calciatore Leonardo Bonucci. Il 17 novembre 2017 viene distribuito il singolo Irraggiungibile, cantato in duetto con la cantante Federica Carta, successivamente certificato triplo disco di platino dalla FIMI. Verso la fine dell'anno collabora con Benji & Fede alla realizzazione del brano On Demand, pubblicato come singolo l'anno seguente.
Nel giugno 2018 esce il singolo Amore a prima insta, che ha anticipato il terzo album Truman, pubblicato il 16 novembre dello stesso anno insieme al secondo singolo Figurati noi, quest'ultimo in collaborazione con Emma Muscat. Nello stesso mese conduce la terza edizione di Nickelodeon Slime Fest Italia a Mirabilandia, mentre sarà ospite della quarta edizione l'anno dopo. Da settembre 2018 conduce su Rai Gulp il programma musicale GulpMusic.
Nel febbraio 2019 ha gareggiato in gara con il brano Senza farlo apposta, in coppia con Federica Carta. Nella quarta serata dedicata alle cover, Shade e Federica hanno cantato il brano Senza farlo apposta con Cristina D'Avena; brano che, a soli due giorni dall'uscita, è riuscito a entrare nelle prime 100 posizioni della classifica FIMI, collocandosi in 29ª e, poco tempo dopo, in quinta posizione. Al termine della kermesse musicale si è classificata al diciottesimo posto. Circa un mese dopo, secondo i dati FIMI, il singolo sanremese è diventato disco d'oro per le oltre 25 000 copie vendute. Il 15 aprile il singolo sanremese è stato certificato disco di platino per le oltre 50 000 copie vendute. Mesi dopo, il 18 giugno, è stato pubblicato il singolo La hit dell'estate.
Il 10 gennaio 2020 ha pubblicato il singolo Allora ciao, certificato disco d'oro dalla FIMI. L'11 giugno dello stesso anno ha annunciato l'uscita del brano Autostop, uscito poi il 16 giugno. Il 1º giugno 2021 è stato reso disponibile il singolo In un'ora, divenuta sigla del programma televisivo Love Island condotto da Giulia De Lellis; il relativo video musicale ha vinto il titolo di miglior videoclip del 2020-2021.
Il 26 maggio 2023 è uscita una nuova collaborazione con Federica Carta, Per sempre mai. Il 14 giugno 2024 è stato pubblicato il singolo Dire fare baciare di Elettra Lamborghini, a cui ha collaborato. L'11 aprile 2025 è uscito il singolo Finirà malissimo dei Finley, a cui ha collaborato. Il 20 giugno ha pubblicato il singolo Iconica.

## Discografia
- 2015 – Mirabilansia
- 2016 – Clownstrofobia
- 2018 – Truman
- 2023 – Diversamente triste

## Partecipazioni a manifestazioni canore
- Festival di Sanremo (Rai 1)
  - 2019 – 18º posto con Senza farlo apposta, in coppia con Federica Carta

## Filmografia
- Zeta - Una storia hip-hop, regia di Cosimo Alemà (2016)
- Bene ma non benissimo, regia di Francesco Mandelli (2018)

## Programmi televisivi
- Nickelodeon Slime Fest Italia (Nickelodeon, Super!, 2016, 2018-2020) - ospite (2016, 2019-2020), conduttore (2018)

## Doppiaggio

### Film
- Ken'ichi Matsuyama in Death Note - Il film e Death Note - Il film: L'ultimo nome
- Emmanuel Schwartz in Laurence Anyways e il desiderio di una donna...
- Lee Won-gun in Il prigioniero coreano
- Paul Spera in Eden
- Pitbull in Pupazzi alla riscossa
- Bartosz Bielenia in Corpus Christi

### Film d'animazione
- Sonya in Doraemon - Il film: Nobita e l'Utopia celeste

### Serie televisive
- Ben Roe in Vikings
- Jordi Millán in Monica Chef
- alcuni personaggi in Geordie Shore
- Joaquim Fossi in Tomorrow Is Ours - Il domani è nostro
- Matt Danvers e Joshua Yang in Mary Kills People
- Kristian Flores in School Spirits
- August Emerson in Halt and Catch Fire

### Serie animate
- Mouri Motonari in Sengoku Basara
- Skayma in Niko e la spada di luce
- Frank in Little Witch Academia
- Vari personaggi in South Park
- Sonny Wright in Inazuma Eleven Ares
- Hashirama Senju in Naruto Shippuden
- Toru Kishiri in Fire Force
- Takuya Muramatsu in Assassination Classroom
- Chifuyu Matsuno in Tokyo Revengers
- Sabo in One Piece
- Beavis in Beavis and Butt-head (stagione 10)
- Hikaru Matsuyama in Captain Tsubasa (seconda stagione)
- Julian Loki in Blue Lock

### Videogiochi
- Starlink: Battle for Atlas: Levi McCray

## Riconoscimenti
- MTV Spit
  - 2013 – Primo classificato in finale contro Nitro
- Music Awards
  - 2018 – Premio WMA per Bene ma non benissimo e Irraggiungibile (con Federica Carta)